# کارولین اورس-اسویندل

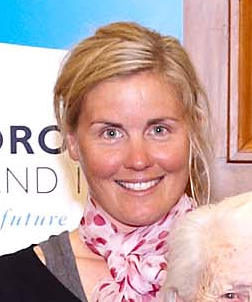
کارولین اورس-اسویندل در سال ۲۰۰۹

کارولین اورس-اسویندل (انگلیسی: Caroline Evers-Swindell؛ زادهٔ ۱۰ اکتبر ۱۹۷۸) قایقران روئینگ اهل نیوزیلند بود.
وی در مسابقات کشوری و بین‌المللی در مجموع برندهٔ ۵ مدال طلا، ۳ مدال نقره، ۱ مدال برنز شده‌است.